# Svaneholms borgruin, Småland
Svaneholm var en medeltida borg i Skatelövs socken i Alvesta kommun i Småland. På platsen syns idag endast en svag förhöjning cirka 150 x 100 meter. Väster om denna rinner Helige å och öster därom är marken sank. Platsen var omfluten av vatten på alla sidor vid en kartering gjord 1691 av Ekbohm. 